# 斑喉蜂鸟属
斑喉蜂鸟属（学名：Thaumasius），是雨燕目蜂鸟科的一个属，包含斑喉蜂鸟和秘鲁蜂鸟两种，二者原属于薮蜂鸟属。